# Seychelle Gabriel
Seychelle Suzanne Gabriel (Burbank, California; 25 de marzo de 1991) es una actriz estadounidense de cine y televisión. Es principalmente conocida por sus papeles en las películas The Spirit, The Last Airbender, así como por interpretar a Lourdes Delgado en Falling Skies.

## Vida y carrera
Gabriel nació en Burbank, California, y es de ascendencia mexicana. Se graduó de la Burbank High School.
En 2010, Gabriel apareció como la Princesa Yue en la película The Last Airbender, dirigida por M. Night Shyamalan, basada en Avatar: The Last Airbender, una serie animada de televisión para niños.
En 2011, Gabriel apareció en Honey 2, dirigida por Bille Woodruff y producida por Universal Studios Home Entertainment.
También apareció en la película The Spirit, de 2008, así como en The Tonight Show, un talk show nocturno, y tuvo un papel recurrente en la serie Weeds. También ha aparecido en un episodio de Zoey 101.
El 7 de marzo de 2011 se anunció que Seychelle Gabriel sería la voz del personaje de Asami en la próxima serie de Nickelodeon, The Legend of Korra, que fue estrenada el 14 de abril de 2012.
Gabriel aparece como personaje regular en la serie original de TNT de ciencia ficción Falling Skies; producida por Steven Spielberg, la cual comenzó a transmitirse en junio de 2011.
En 2013, aparece como Regina George en la serie de la cadena ABC Revenge.

## Filmografía
| Año  | Título              | Papel             | Notas |
| ---- | ------------------- | ----------------- | --- |
| 2008 | The Spirit          | Sand Saref, joven | |
| 2010 | The Last Airbender  | Princesa Yue      | Nominada - Young Artist Award por Mejor Actuación en una Película (Actriz joven de soporte) Nominada - Golden Raspberry Award por peor pareja en pantalla (junto con todo el elenco) |
| 2011 | Honey 2             | Tina              | Directo a vídeo |
| 2015 | Beautiful & Twisted | May               | |
| 2016 | Sleight             | Holly             | |
| 2017 | The Outdoorsman     | Jillian           | |
| 2018 | Blood Fest          | Sam               | |
| 2021 | The Tomorrow War    | Sargento Díaz     | |

| Año       | Título              | Papel                      | Notas                                          |
| --------- | ------------------- | -------------------------- | ---------------------------------------------- |
| 2007      | Zoey 101            | Chica atractiva            | Episodio: "Zoey's Ribs"                        |
| 2009      | Weeds               | Adelita Reyes              | 3 episodios                                    |
| 2010      | Miami Medical       | Lucy                       | Episodio: "An Arm and a Leg"                   |
| 2011–2014 | Falling Skies       | Lourdes Delgado            | Papel principal (temporadas 1-4); 38 episodios |
| 2012–2014 | The Legend of Korra | Asami Sato (voz)           | Papel principal (temporadas 1-4); 37 episodios |
| 2013      | Revenge             | Regina George              | 4 episodios                                    |
| 2015      | Beautiful & Twisted | May                        | Película para televisión                       |
| 2017      | Sleepy Hollow       | Lara Dreyfuss/Molly Thomas | 3 episodios                                    |
| 2018      | Fortune Rookie      | Seychelle (voice)          | Episodio: "Nemesis"                            |
| 2019      | Blackout            | Izzy Itani                 | 8 Episodios                                    |
| 2019      | Get Shorty          | Giulia                     | 3 Episodios                                    |
| 2021      | Grey's Anatomy      | Verónica Díaz              | Episodio: "Breathe"                            |

| Año  | Título     | Papel                   | Notas     |
| ---- | ---------- | ----------------------- | --------- |
| 2012 | The Living | Dr. Anne Stephens (voz) | Miniserie |